# Súperliga Ecuatoriana de Fútbol Femenino 2019
La Súperliga Femenina 2019, denominada también como Súperliga Ecuatoriana de Fútbol Femenino 2019, fue la primera edición de la Súperliga Femenina, la cual es el campeonato de primera división del fútbol femenino ecuatoriano. El torneo fue organizado por la Federación Ecuatoriana de Fútbol.
El Deportivo Cuenca se proclamó campeón por primera vez en su historia tras vencer a Ñañas en la final con un global de 4-1.

## Sistema de competición
El campeonato estuvo conformado por dos etapas:
En la primera etapa, los 22 equipos participantes se dividieron en 2 grupos de 11 equipos cada uno de acuerdo con su ubicación geográfica, jugando bajo el sistema de todos contra todos en partidos de ida y vuelta. Los 4 mejores ubicados de cada grupo clasificaron a la segunda etapa.
En la segunda etapa, los 8 equipos clasificados de la etapa anterior fueron emparejados en 4 llaves, jugando cuartos, semifinal y final bajo el sistema de eliminación directa en partidos de ida y vuelta, decidiendo de esta manera al campeón del torneo.
Los cuartos de final se jugaron de la siguiente manera:
1.° Grupo A vs. 4.° Grupo B

2.° Grupo B vs. 3.° Grupo A

1.° Grupo B vs. 4.° Grupo A

2.° Grupo A vs. 3.° Grupo B
Los mejores ubicados en la tabla general de la primera etapa jugaron de local los partidos de vuelta en sus respectivas llaves.

### Clasificación a torneos internacionales
Los equipos clasificados a la Copa Libertadores Femenina 2019 fueron: el campeón como Ecuador 1 y el subcampeón como Ecuador 2.

### Sistema de descenso
Los 6 peores ubicados en la tabla general de la primera etapa descendieron al Torneo Apertura de la Serie A Amateur del 2021.

## Equipos participantes

### Información de los equipos
| Equipo                  | Ciudad                                                                       | Entrenador           | Estadio | Capacidad                     | Logo            | Patrocinador                                                            |
| ----------------------- | ---------------------------------------------------------------------------- | -------------------- | --- | ----------------------------- | --------------- | ----------------------------------------------------------------------- |
| América de Quito        | Quito                                                                        | Gustavo Vásquez      | Ver listaCasa de la Selección Universitario Xavier Fernández                                                       | Ver listaTBT                  | Sin marca       | Consorcio Pichincha                                                     |
| Aucas                   | Quito                                                                        | Samy Ariza           | Banco del Pacífico Gonzalo Pozo Ripalda                                                                            | 18 799                        | Umbro           | Sin patrocinador                                                        |
| Barcelona               | Guayaquil                                                                    | Joselyn Montaño      | Ver listaMonumental Banco Pichincha Los Chirijos Alejandro Ponce Noboa                                             | Ver lista57 267 15 000 3500   | Marathon Sports | Cerveza Pilsener                                                        |
| Carneras                | Cuenca                                                                       | Édison Méndez        | Valeriano Gavinelli UPS                                                                                            | 1000                          | Daleska Sport   | Sin patrocinador                                                        |
| Delfín                  | [[Archivo:\|15px\|border\|Bandera de Manta]] Manta                           | Ana Valeria Palacios | Jocay | 18 125                        | Baldo´s         | Ver lista Fresh Fish La Esquina de Ales                                 |
| Deportivo Cuenca        | Cuenca                                                                       | Wendy Villón         | Alejandro Serrano Aguilar Banco del Austro                                                                         | 18 549                        | Joma            | Chubb Seguros                                                           |
| Deportivo Santo Domingo | [[Archivo:\|15px\|border\|Bandera de Santo Domingo (Ecuador)]] Santo Domingo | Juan Javier Mera     | Ver listaEtho Vega Obando y Pacheco                                                                                | Ver lista10 172 2000          | Seri Art´s      | Dismarex S.C                                                            |
| El Nacional             | Quito                                                                        | Mauricio Andino      | Complejo BGR El Sauce                                                                                              | 300                           | Lotto           | Ver lista ANDEC Banco General Rumiñahui Cooperativa San Francisco Ltda. |
| Emelec                  | Guayaquil                                                                    | Carlos D’Stteffano   | Ver listaComplejo Canchas del Astillero Christian Benítez Betancourt                                               | Ver listaTBT 10 152           | Adidas          | Sin patrocinador                                                        |
| Espe                    | Machachi                                                                     | Juan Carlos Cerón    | Ver listaCasa de la Selección Universitario de las Fuerzas Armadas                                                 | Ver listaTBT TBT</center      | Textil Padilla  | Sin patrocinador                                                        |
| Espuce                  | Quito                                                                        | Boris Tipan          | Casa de la Selección                                                                                               | TBT                           | Jasa Evolution  | Cerveza MUt                                                             |
| Fuerza Amarilla         | Machala                                                                      | Carlos Constante     | Complejo Favián Aguilar Espinoza                                                                                   | TBT                           | Elohim          | Sin patrocinador                                                        |
| Guayaquil City          | Guayaquil                                                                    | José María Garay     | Ver listaChristian Benítez Betancourt Alejandro Ponce Noboa                                                        | Ver lista10 152 3500          | Astro           | Sin patrocinador                                                        |
| Independiente del Valle | [[Archivo:\|15px\|border\|Bandera de Sangolquí]] Sangolquí                   | Wladimir López       | Centro de Alto Rendimiento IDV                                                                                     | 140                           | Marathon Sports | Fybeca                                                                  |
| Liga de Quito           | Quito                                                                        | Jenny Herrera        | Ver listaEstadio Rodrigo Paz Delgado Centro de Alto Rendimiento Herbalife Pomasqui de Liga Deportiva Universitaria | Ver lista41 575 TBT           | Puma            | Banco Pichincha                                                         |
| Macará                  | Ambato                                                                       | Marco Tanquino       | Ver listaBellavista Neptalí Barona Complejo Deportivo Huachi Loreto Complejo Deportivo La Providencia              | Ver lista16 467 6000 2000 100 | Boman           | Sin patrocinador                                                        |
| Mushuc Runa             | Ambato                                                                       | Héctor Chacha        | Ver listaComplejo Deportivo e Intercultural Mushuc Runa Mushuc Runa COAC                                           | Ver listaTBT 8200             | Elohim          | Cooperativa Mushuc Runa                                                 |
| Ñañas                   | Quito                                                                        | Francisco Ramírez    | Ver listaCasa de la Selección Santa Inés                                                                           | Ver listaTBT 900              | Spyro           | Cooperativa Andalucía Ltda.                                             |
| Olmedo                  | Riobamba                                                                     | Wilson Bonifaz       | Ver listaComplejo Deportivo El Batán Fernando Guerrero                                                             | Ver listaTBT 18 400           | Boman           | Ver lista Cooperativa Daquilema GolTV                                   |
| Quito                   | Quito                                                                        | Alexander Valdez     | Ver listaOlímpico de Ibarra Francisco Espinoza                                                                     | Ver lista17 300 12 000        | Spill           | Saitel.ec                                                               |
| Técnico Universitario   | Ambato                                                                       | Jorge Salazar        | Ver listaBellavista Neptalí Barona                                                                                 | Ver lista16 467 6000          | Boman           | Cooperativa San Francisco Ltda.                                         |
| Universidad Católica    | Quito                                                                        | Galo Sandoval        | La Armenia | 2000                          | Umbro           | Discover Card                                                           |

### Equipos por ubicación geográfica
| Provincia     | N.º | Equipos |
| ------------- | --- | --- |
| Pichincha     | 10  | - América de Quito - Aucas - El Nacional - Espe - Espuce - Independiente del Valle - Liga de Quito - Ñañas - Quito - Universidad Católica |
| Guayas        | 3   | - Barcelona - Emelec - Guayaquil City |
| Tungurahua    | 3   | - Macará - Mushuc Runa - Técnico Universitario                                                                                            |
| Azuay         | 2   | - Deportivo Cuenca - Carneras |
| Chimborazo    | 1   | - Olmedo |
| El Oro        | 1   | - Fuerza Amarilla |
| Manabí        | 1   | - Delfín |
| Santo Domingo | 1   | - Deportivo Santo Domingo |

| América de Quito Aucas El Nacional Espuce Liga de Quito Ñañas Quito Universidad Católica Barcelona Emelec Guayaquil City Macará Mushuc Runa Técnico Universitario Carneras Deportivo Cuenca Deportivo Santo Domingo Independiente del Valle Espe Delfín Olmedo Fuerza Amarilla |

### Cambios de entrenador
| Equipo | Pos. | Entrenador saliente | Último partido      | Fecha | Entrenador sucesor   | Fecha debut | Ref.        |
| ------ | ---- | ------------------- | ------------------- | ----- | -------------------- | ----------- | ----------- |
| Aucas  | 11   | Mónica Herrera      | Aucas 1 : 2 Espuce  | 5.°   | Samy Ariza           | 6.°         | [ 3 ]       |
| Delfín | 11   | Ángel Álava         | Emelec 5 : 0 Delfín | 13.°  | Ana Valeria Palacios | 14.°        | [ 4 ] [ 5 ] |

## Primera etapa

### Grupo A

#### Clasificación
| Pos. | Equipo                | Pts. | PJ | G  | E | P  | GF | GC  | Dif. |  |
| ---- | --------------------- | ---- | -- | -- | - | -- | -- | --- | ---- |  |
| 1    | Deportivo Cuenca      | 52   | 20 | 17 | 1 | 2  | 93 | 11  | +82  |  |
| 2    | Carneras              | 49   | 20 | 16 | 1 | 3  | 52 | 15  | +37  |  |
| 3    | Barcelona             | 48   | 20 | 14 | 6 | 0  | 57 | 11  | +46  |  |
| 4    | Emelec                | 33   | 20 | 10 | 3 | 7  | 65 | 20  | +45  |  |
| 5    | Técnico Universitario | 28   | 20 | 8  | 4 | 8  | 28 | 43  | −15  |  |
| 6    | Olmedo                | 25   | 20 | 7  | 4 | 9  | 27 | 40  | −13  |  |
| 7    | Macará                | 18   | 20 | 4  | 6 | 10 | 18 | 30  | −12  |  |
| 8    | Guayaquil City        | 18   | 20 | 4  | 6 | 10 | 16 | 29  | −13  |  |
| 9    | Fuerza Amarilla       | 13   | 20 | 4  | 1 | 15 | 18 | 128 | −110 |  |
| 10   | Delfín                | 12   | 20 | 3  | 3 | 14 | 28 | 44  | −16  |  |
| 11   | Mushuc Runa           | 12   | 20 | 4  | 3 | 13 | 24 | 55  | −31  |  |

 Fuente: FEF
Notas:
1. ↑  Mushuc Runa fue sancionado con la pérdida de 3 puntos por no tener en cancha 2 jugadoras Sub-19, como lo indica el reglamento, en el partido contra Olmedo de la fecha 15[6]

|  | Clasifica a la segunda etapa. |

##### Evolución de la clasificación
| Equipo                | 01 | 02 | 03 | 04 | 05 | 06 | 07 | 08 | 09 | 10 | 11 | 12 | 13 | 14 | 15 | 16 | 17 | 18 | 19 | 20 | 21 | 22 |
| --------------------- | -- | -- | -- | -- | -- | -- | -- | -- | -- | -- | -- | -- | -- | -- | -- | -- | -- | -- | -- | -- | -- | -- |
| Deportivo Cuenca      | 1  | 1  | 1  | 1  | 1  | 1  | 1  | 1  | 1  | 1  | 1  | 2  | 1  | 1  | 1  | 1  | 3  | 2  | 2  | 1  | 1  | 1  |
| Carneras              | 9  | 5  | 4  | 5  | 4  | 5  | 4  | 3  | 3  | 3  | 3  | 3  | 3  | 3  | 2  | 2  | 1  | 1  | 3  | 2  | 2  | 2  |
| Barcelona             | 4  | 2  | 3  | 2  | 2  | 2  | 2  | 2  | 2  | 2  | 2  | 1  | 2  | 2  | 3  | 3  | 2  | 3  | 1  | 3  | 3  | 3  |
| Emelec                | 7  | 10 | 6  | 4  | 5  | 3  | 5  | 4  | 5  | 5  | 4  | 4  | 4  | 4  | 4  | 4  | 4  | 4  | 4  | 4  | 4  | 4  |
| Técnico Universitario | 3  | 3  | 2  | 3  | 3  | 4  | 3  | 5  | 4  | 4  | 5  | 5  | 5  | 5  | 5  | 5  | 5  | 5  | 5  | 5  | 5  | 5  |
| Olmedo                | 8  | 7  | 7  | 10 | 11 | 9  | 9  | 7  | 7  | 8  | 6  | 7  | 6  | 6  | 6  | 6  | 6  | 6  | 6  | 6  | 6  | 6  |
| Macará                | 10 | 8  | 9  | 9  | 10 | 11 | 11 | 10 | 11 | 11 | 9  | 10 | 10 | 10 | 8  | 9  | 7  | 8  | 8  | 8  | 7  | 7  |
| Guayaquil City        | 2  | 4  | 5  | 7  | 6  | 7  | 7  | 9  | 10 | 9  | 10 | 9  | 9  | 9  | 9  | 10 | 8  | 7  | 7  | 7  | 8  | 8  |
| Fuerza Amarilla       | 11 | 11 | 11 | 11 | 9  | 10 | 10 | 11 | 8  | 7  | 8  | 6  | 7  | 7  | 7  | 7  | 9  | 9  | 9  | 9  | 9  | 9  |
| Delfín                | 5  | 6  | 8  | 6  | 7  | 8  | 8  | 8  | 9  | 10 | 11 | 11 | 11 | 11 | 11 | 11 | 11 | 11 | 11 | 11 | 11 | 10 |
| Mushuc Runa           | 6  | 9  | 10 | 8  | 8  | 6  | 6  | 6  | 6  | 6  | 7  | 8  | 8  | 8  | 10 | 8  | 10 | 10 | 10 | 10 | 10 | 11 |

#### Resultados
| Carneras        | 1 - 2  | Barcelona             | Valeriano Gavinelli     | 26 de abril | 19:30  | El Equipazo |
| Mushuc Runa     | 2 - 2  | Delfín                | Complejo Mushuc Runa    | 27 de abril | 12:00  | No tiene    |
| Fuerza Amarilla | 0 - 7  | Deportivo Cuenca      | Complejo Favián Aguilar | 27 de abril | 13:00  | No tiene    |
| Olmedo          | 2 - 3  | Técnico Universitario | Complejo El Batán       | 28 de abril | 10:00  | No tiene    |
| Guayaquil City  | 3 - 0  | Macará                | Christian Benítez       | 28 de abril | 19:00  | No tiene    |
| Libre:          | Emelec | Emelec                | Emelec                  | Emelec      | Emelec | Emelec      |

| Barcelona             | 7 - 0  | Mushuc Runa     | Monumental Banco Pichincha     | 3 de mayo | 14:00  | No tiene    |
| Deportivo Cuenca      | 3 - 0  | Guayaquil City  | Polideportivo de Guachapala    | 3 de mayo | 15:00  | No tiene    |
| Macará                | 0 - 0  | Olmedo          | Bellavista                     | 3 de mayo | 16:15  | No tiene    |
| Emelec                | 0 - 1  | Carneras        | Complejo Canchas del Astillero | 4 de mayo | 15:15  | No tiene    |
| Técnico Universitario | 7 - 3  | Fuerza Amarilla | Bellavista                     | 5 de mayo | 11:45  | RodilloPlay |
| Libre:                | Delfín | Delfín          | Delfín                         | Delfín    | Delfín | Delfín      |

| Fecha 3               | Fecha 3   | Fecha 3          | Fecha 3                 | Fecha 3     | Fecha 3     | Fecha 3     | Fecha 3     | Fecha 3     |
| Local                 | Resultado | Visitante        | Estadio                 | Fecha       | Hora        | TV          |             |             |
| --------------------- | --------- | ---------------- | ----------------------- | ----------- | ----------- | ----------- | ----------- | ----------- |
| Fuerza Amarilla       | 0 - 7     | Emelec           | Complejo Favián Aguilar | 11 de mayo  | 14:00       | No tiene    |             |             |
| Olmedo                | 0 - 1     | Deportivo Cuenca | Complejo El Batán       | 11 de mayo  | 14:30       | No tiene    |             |             |
| Guayaquil City        | 1 - 1     | Barcelona        | Christian Benítez       | 11 de mayo  | 16:00       | No tiene    |             |             |
| Técnico Universitario | 2 - 1     | Macará           | Bellavista              | 11 de mayo  | 19:00       | RodilloPlay |             |             |
| Carneras              | 5 - 1     | Delfín           | Valeriano Gavinelli     | 11 de mayo  | 19:30       | El Equipazo |             |             |
| Libre:                | Libre:    | Mushuc Runa      | Mushuc Runa             | Mushuc Runa | Mushuc Runa | Mushuc Runa | Mushuc Runa | Mushuc Runa |

| Emelec           | 6 - 0    | Olmedo                | Complejo Canchas del Astillero | 15 de mayo | 13:15    | No tiene |
| Macará           | 0 - 2    | Mushuc Runa           | Bellavista                     | 15 de mayo | 14:30    | No tiene |
| Delfín           | 2 - 0    | Guayaquil City        | Jocay                          | 15 de mayo | 15:00    | No tiene |
| Deportivo Cuenca | 7 - 0    | Técnico Universitario | Alejandro Serrano Aguilar      | 15 de mayo | 15:30    | No tiene |
| Barcelona        | 5 - 0    | Fuerza Amarilla       | Cancha Sigifredo Chuchuca      | 15 de mayo | 16:00    | No tiene |
| Libre:           | Carneras | Carneras              | Carneras                       | Carneras   | Carneras | Carneras |

| Macará                | 0 - 1          | Deportivo Cuenca | Complejo Huachi Loreto  | 18 de mayo     | 10:30          | No tiene       |
| Fuerza Amarilla       | 3 - 1          | Delfín           | Complejo Favián Aguilar | 18 de mayo     | 14:00          | No tiene       |
| Carneras              | 4 - 0          | Mushuc Runa      | Valeriano Gavinelli     | 18 de mayo     | 19:30          | El Equipazo    |
| Olmedo                | 0 - 3          | Barcelona        | Complejo El Batán       | 19 de mayo     | 10:00          | No tiene       |
| Técnico Universitario | 2 - 2          | Emelec           | Bellavista              | 19 de mayo     | 13:00          | RodilloPlay    |
| Libre:                | Guayaquil City | Guayaquil City   | Guayaquil City          | Guayaquil City | Guayaquil City | Guayaquil City |

| Emelec           | 2 - 0           | Macará                | Complejo Canchas del Astillero | 24 de mayo      | 11:00           | No tiene        |
| Mushuc Runa      | 3 - 2           | Guayaquil City        | Complejo Mushuc Runa           | 24 de mayo      | 12:00           | No tiene        |
| Barcelona        | 6 - 0           | Técnico Universitario | Cancha Sigifredo Chuchuca      | 24 de mayo      | 15:00           | No tiene        |
| Delfín           | 0 - 1           | Olmedo                | Jocay                          | 24 de mayo      | 19:30           | No tiene        |
| Deportivo Cuenca | 1 - 0           | Carneras              | Alejandro Serrano Aguilar      | 25 de mayo      | 16:30           | ChubbTV         |
| Libre:           | Fuerza Amarilla | Fuerza Amarilla       | Fuerza Amarilla                | Fuerza Amarilla | Fuerza Amarilla | Fuerza Amarilla |

| Macará                | 3 - 3  | Barcelona   | Complejo La Providencia   | 1 de junio | 10:00  | No tiene    |
| Fuerza Amarilla       | 0 - 3  | Mushuc Runa | Complejo Favián Aguilar   | 1 de junio | 14:00  | No tiene    |
| Deportivo Cuenca      | 5 - 3  | Emelec      | Alejandro Serrano Aguilar | 1 de junio | 15:30  | ChubbTV     |
| Técnico Universitario | 1 - 0  | Delfín      | Neptalí Barona            | 2 de junio | 15:00  | RodilloPlay |
| Guayaquil City        | 1 - 2  | Carneras    | Christian Benítez         | 2 de junio | 16:00  | No tiene    |
| Libre:                | Olmedo | Olmedo      | Olmedo                    | Olmedo     | Olmedo | Olmedo      |

| Carneras    | 9 - 1                 | Fuerza Amarilla       | Valeriano Gavinelli            | 7 de junio            | 19:30                 | ComunicaTV            |
| Mushuc Runa | 1 - 2                 | Olmedo                | Complejo Mushuc Runa           | 8 de junio            | 10:00                 | No tiene              |
| Barcelona   | 1 - 0                 | Deportivo Cuenca      | Los Chirijos                   | 8 de junio            | 15:00                 | FFEC                  |
| Delfín      | 0 - 0                 | Macará                | Jocay                          | 8 de junio            | 15:00                 | No tiene              |
| Emelec      | 2 - 0                 | Guayaquil City        | Complejo Canchas del Astillero | 9 de junio            | 13:30                 | No tiene              |
| Libre:      | Técnico Universitario | Técnico Universitario | Técnico Universitario          | Técnico Universitario | Técnico Universitario | Técnico Universitario |

| Olmedo                | 1 - 2  | Carneras       | Complejo El Batán         | 12 de junio | 11:00  | No tiene    |
| Deportivo Cuenca      | 6 - 0  | Delfín         | Alejandro Serrano Aguilar | 12 de junio | 12:00  | No tiene    |
| Técnico Universitario | 1 - 0  | Mushuc Runa    | Neptalí Barona            | 12 de junio | 14:00  | RodilloPlay |
| Fuerza Amarilla       | 2 - 0  | Guayaquil City | Complejo Favián Aguilar   | 12 de junio | 14:00  | No tiene    |
| Emelec                | 1 - 2  | Barcelona      | Christian Benítez         | 12 de junio | 19:30  | No tiene    |
| Libre:                | Macará | Macará         | Macará                    | Macará      | Macará | Macará      |

| Delfín          | 0 - 2     | Emelec                | Jocay                   | 15 de junio | 12:00     | No tiene   |
| Mushuc Runa     | 0 - 3     | Deportivo Cuenca      | Complejo Mushuc Runa    | 15 de junio | 12:15     | No tiene   |
| Fuerza Amarilla | 2 - 1     | Olmedo                | Complejo Favián Aguilar | 15 de junio | 14:00     | No tiene   |
| Guayaquil City  | 0 - 0     | Técnico Universitario | Christian Benítez       | 15 de junio | 18:00     | FFEC       |
| Carneras        | 0 - 0     | Macará                | Valeriano Gavinelli     | 15 de junio | 18:30     | ComunicaTV |
| Libre:          | Barcelona | Barcelona             | Barcelona               | Barcelona   | Barcelona | Barcelona  |

| Técnico Universitario | 1 - 4            | Carneras         | Neptalí Barona                 | 22 de junio      | 10:00            | RodilloPlay      |
| Emelec                | 6 - 1            | Mushuc Runa      | Complejo Canchas del Astillero | 22 de junio      | 11:00            | CSETV            |
| Barcelona             | 6 - 0            | Delfín           | Alejandro Ponce Noboa          | 22 de junio      | 14:00            | FFEC             |
| Macará                | 5 - 0            | Fuerza Amarilla  | Complejo La Providencia        | 22 de junio      | 14:00            | No tiene         |
| Olmedo                | 3 - 2            | Guayaquil City   | Complejo El Batán              | 22 de junio      | 14:30            | No tiene         |
| Libre:                | Deportivo Cuenca | Deportivo Cuenca | Deportivo Cuenca               | Deportivo Cuenca | Deportivo Cuenca | Deportivo Cuenca |

| Delfín          | 0 - 3            | Barcelona             | Jocay                   | 29 de junio      | 12:00            | No tiene         |
| Mushuc Runa     | 0 - 1            | Emelec                | Complejo Mushuc Runa    | 29 de junio      | 12:15            | No tiene         |
| Fuerza Amarilla | 2 - 1            | Macará                | Complejo Favián Aguilar | 29 de junio      | 14:00            | No tiene         |
| Carneras        | 3 - 1            | Técnico Universitario | Valeriano Gavinelli     | 29 de junio      | 19:00            | ComunicaTV       |
| Guayaquil City  | 2 - 1            | Olmedo                | Christian Benítez       | 30 de junio      | 17:00            | FFEC             |
| Libre:          | Deportivo Cuenca | Deportivo Cuenca      | Deportivo Cuenca        | Deportivo Cuenca | Deportivo Cuenca | Deportivo Cuenca |

| Técnico Universitario | 2 - 0     | Guayaquil City  | Neptalí Barona                 | 6 de julio | 09:00     | RodilloPlay |
| Deportivo Cuenca      | 3 - 0     | Mushuc Runa     | Alejandro Serrano Aguilar      | 6 de julio | 12:00     | No tiene    |
| Olmedo                | 8 - 1     | Fuerza Amarilla | Fernando Guerrero              | 6 de julio | 14:00     | No tiene    |
| Macará                | 1 - 4     | Carneras        | Complejo La Providencia        | 6 de julio | 15:00     | No tiene    |
| Emelec                | 5 - 0     | Delfín          | Complejo Canchas del Astillero | 7 de julio | 15:00     | CSETV       |
| Libre:                | Barcelona | Barcelona       | Barcelona                      | Barcelona  | Barcelona | Barcelona   |

| Guayaquil City | 0 - 0  | Fuerza Amarilla       | Alejandro Ponce Noboa      | 12 de julio | 16:00  | FFEC       |
| Carneras       | 2 - 1  | Olmedo                | Valeriano Gavinelli        | 12 de julio | 20:00  | ComunicaTV |
| Delfín         | 0 - 3  | Deportivo Cuenca      | Jocay                      | 13 de julio | 09:00  | No tiene   |
| Mushuc Runa    | 0 - 0  | Técnico Universitario | Complejo Mushuc Runa       | 13 de julio | 12:15  | No tiene   |
| Barcelona      | 1 - 0  | Emelec                | Monumental Banco Pichincha | 14 de julio | 19:00  | No tiene   |
| Libre:         | Macará | Macará                | Macará                     | Macará      | Macará | Macará     |

| Deportivo Cuenca | 2 - 2                 | Barcelona             | Alejandro Serrano Aguilar | 17 de julio           | 12:00                 | ChubbTV               |
| Fuerza Amarilla  | 0 - 1                 | Carneras              | Complejo Favián Aguilar   | 17 de julio           | 14:00                 | No tiene              |
| Macará           | 2 - 1                 | Delfín                | Complejo La Providencia   | 17 de julio           | 15:00                 | No tiene              |
| Olmedo           | 3 - 0                 | Mushuc Runa           | Complejo El Batán         | 17 de julio           | 15:00                 | No tiene              |
| Guayaquil City   | 0 - 0                 | Emelec                | Christian Benítez         | 17 de julio           | 18:00                 | FFEC                  |
| Libre:           | Técnico Universitario | Técnico Universitario | Técnico Universitario     | Técnico Universitario | Técnico Universitario | Técnico Universitario |

| Delfín      | 0 - 0  | Técnico Universitario | Jocay                          | 20 de julio | 09:00  | No tiene   |
| Mushuc Runa | 8 - 1  | Fuerza Amarilla       | Complejo Mushuc Runa           | 20 de julio | 12:15  | No tiene   |
| Barcelona   | 2 - 0  | Macará                | Cancha Sigifredo Chuchuca      | 20 de julio | 15:00  | No tiene   |
| Carneras    | 1 - 0  | Guayaquil City        | Valeriano Gavinelli            | 20 de julio | 19:00  | ComunicaTV |
| Emelec      | 1 - 2  | Deportivo Cuenca      | Complejo Canchas del Astillero | 21 de julio | 13:00  | CSETV      |
| Libre:      | Olmedo | Olmedo                | Olmedo                         | Olmedo      | Olmedo | Olmedo     |

| Carneras              | 3 - 0           | Deportivo Cuenca | Valeriano Gavinelli | 26 de julio     | 19:30           | ComunicaTV      |
| Macará                | 2 - 0           | Emelec           | Neptalí Barona      | 27 de julio     | 10:00           | No tiene        |
| Guayaquil City        | 3 - 0           | Mushuc Runa      | Christian Benítez   | 27 de julio     | 15:00           | FFEC            |
| Técnico Universitario | 0 - 3           | Barcelona        | Neptalí Barona      | 28 de julio     | 10:00           | RodilloPlay     |
| Olmedo                | 1 - 0           | Delfín           | Complejo El Batán   | 28 de julio     | 10:00           | No tiene        |
| Libre:                | Fuerza Amarilla | Fuerza Amarilla  | Fuerza Amarilla     | Fuerza Amarilla | Fuerza Amarilla | Fuerza Amarilla |

| Deportivo Cuenca | 7 - 0          | Macará                | Alejandro Serrano Aguilar      | 2 de agosto    | 11:00          | ChubbTV        |
| Delfín           | 12 - 0         | Fuerza Amarilla       | Jocay                          | 3 de agosto    | 12:00          | No tiene       |
| Mushuc Runa      | 2 - 5          | Carneras              | Complejo Mushuc Runa           | 3 de agosto    | 12:15          | No tiene       |
| Barcelona        | 1 - 1          | Olmedo                | Cancha Sigifredo Chuchuca      | 3 de agosto    | 15:00          | FFEC           |
| Emelec           | 6 - 1          | Técnico Universitario | Complejo Canchas del Astillero | 4 de agosto    | 11:00          | CSETV          |
| Libre:           | Guayaquil City | Guayaquil City        | Guayaquil City                 | Guayaquil City | Guayaquil City | Guayaquil City |

| Fuerza Amarilla       | 0 - 6    | Barcelona        | Complejo Favián Aguilar | 9 de agosto  | 14:00    | No tiene |
| Olmedo                | 0 - 0    | Emelec           | Complejo El Batán       | 10 de agosto | 12:00    | No tiene |
| Mushuc Runa           | 0 - 3    | Macará           | Complejo Mushuc Runa    | 10 de agosto | 12:15    | No tiene |
| Técnico Universitario | 0 - 2    | Deportivo Cuenca | Neptalí Barona          | 11 de agosto | 10:00    | No tiene |
| Guayaquil City        | 2 - 1    | Delfín           | Christian Benítez       | 11 de agosto | 19:00    | FFEC     |
| Libre:                | Carneras | Carneras         | Carneras                | Carneras     | Carneras | Carneras |

| Deportivo Cuenca | 13 - 0      | Olmedo                | Alejandro Serrano Aguilar      | 16 de agosto | 15:00       | ChubbTV     |
| Emelec           | 21 - 0      | Fuerza Amarilla       | Complejo Canchas del Astillero | 16 de agosto | 15:00       | CSETV       |
| Macará           | 0 - 1       | Técnico Universitario | Neptalí Barona                 | 17 de agosto | 10:00       | No tiene    |
| Delfín           | 1 - 2       | Carneras              | Jocay                          | 17 de agosto | 14:30       | No tiene    |
| Barcelona        | 0 - 0       | Guayaquil City        | Alejandro Ponce Noboa          | 17 de agosto | 15:00       | FFEC        |
| Libre:           | Mushuc Runa | Mushuc Runa           | Mushuc Runa                    | Mushuc Runa  | Mushuc Runa | Mushuc Runa |

| Mushuc Runa     | 2 - 2  | Barcelona             | Mushuc Runa COAC        | 21 de agosto | 12:00  | No tiene   |
| Guayaquil City  | 0 - 6  | Deportivo Cuenca      | Christian Benítez       | 21 de agosto | 14:00  | No tiene   |
| Fuerza Amarilla | 2 - 5  | Técnico Universitario | Complejo Favián Aguilar | 21 de agosto | 14:00  | No tiene   |
| Olmedo          | 0 - 0  | Macará                | Complejo El Batán       | 21 de agosto | 15:00  | No tiene   |
| Carneras        | 3 - 0  | Emelec                | Valeriano Gavinelli     | 21 de agosto | 20:00  | ComunicaTV |
| Libre:          | Delfín | Delfín                | Delfín                  | Delfín       | Delfín | Delfín     |

| Macará                | 0 - 0  | Guayaquil City  | Neptalí Barona             | 24 de agosto | 10:00  | No tiene |
| Deportivo Cuenca      | 21 - 1 | Fuerza Amarilla | Alejandro Serrano Aguilar  | 24 de agosto | 11:00  | ChubbTV  |
| Barcelona             | 1 - 0  | Carneras        | Monumental Banco Pichincha | 24 de agosto | 16:00  | No tiene |
| Delfín                | 7 - 0  | Mushuc Runa     | Jocay                      | 25 de agosto | 09:00  | No tiene |
| Técnico Universitario | 1 - 2  | Olmedo          | Complejo Huachi Loreto     | 25 de agosto | 16:00  | No tiene |
| Libre:                | Emelec | Emelec          | Emelec                     | Emelec       | Emelec | Emelec   |

### Grupo B

#### Clasificación
| Pos. | Equipo                  | Pts. | PJ | G  | E | P  | GF | GC | Dif. |  |
| ---- | ----------------------- | ---- | -- | -- | - | -- | -- | -- | ---- |  |
| 1    | Independiente del Valle | 56   | 20 | 18 | 2 | 0  | 69 | 9  | +60  |  |
| 2    | El Nacional             | 51   | 20 | 16 | 3 | 1  | 66 | 9  | +57  |  |
| 3    | Ñañas                   | 45   | 20 | 14 | 3 | 3  | 51 | 14 | +37  |  |
| 4    | Liga de Quito           | 38   | 20 | 11 | 5 | 4  | 43 | 19 | +24  |  |
| 5    | Quito                   | 28   | 20 | 9  | 1 | 10 | 27 | 36 | −9   |  |
| 6    | América de Quito        | 23   | 20 | 7  | 2 | 11 | 30 | 35 | −5   |  |
| 7    | Espe                    | 21   | 20 | 6  | 3 | 11 | 21 | 38 | −17  |  |
| 8    | Deportivo Santo Domingo | 20   | 20 | 6  | 2 | 12 | 28 | 49 | −21  |  |
| 9    | Espuce                  | 13   | 20 | 3  | 4 | 13 | 15 | 64 | −49  |  |
| 10   | Universidad Católica    | 12   | 20 | 3  | 3 | 14 | 13 | 35 | −22  |  |
| 11   | Aucas                   | 8    | 20 | 2  | 2 | 16 | 7  | 62 | −55  |  |

 Fuente: FEF
|  | Clasifica a la segunda etapa. |

##### Evolución de la clasificación
| Equipo                  | 01 | 02 | 03 | 04 | 05 | 06 | 07 | 08 | 09 | 10 | 11 | 12 | 13 | 14 | 15 | 16 | 17 | 18 | 19 | 20 | 21 | 22 |
| ----------------------- | -- | -- | -- | -- | -- | -- | -- | -- | -- | -- | -- | -- | -- | -- | -- | -- | -- | -- | -- | -- | -- | -- |
| Independiente del Valle | 1  | 1  | 1  | 2  | 2  | 2  | 1  | 1  | 1  | 1  | 1  | 1  | 1  | 1  | 1  | 1  | 1  | 1  | 1  | 1  | 1  | 1  |
| El Nacional             | 3  | 2  | 2  | 1  | 1  | 1  | 2  | 2  | 2  | 2  | 2  | 2  | 2  | 2  | 2  | 2  | 2  | 2  | 2  | 2  | 2  | 2  |
| Ñañas                   | 4  | 3  | 3  | 3  | 3  | 3  | 3  | 3  | 3  | 3  | 3  | 3  | 3  | 3  | 3  | 3  | 3  | 3  | 3  | 3  | 3  | 3  |
| Liga de Quito           | 5  | 7  | 7  | 6  | 4  | 5  | 6  | 5  | 5  | 5  | 5  | 5  | 5  | 5  | 4  | 4  | 4  | 4  | 4  | 4  | 4  | 4  |
| Quito                   | 6  | 4  | 5  | 4  | 6  | 4  | 4  | 4  | 4  | 4  | 4  | 4  | 4  | 4  | 5  | 5  | 5  | 6  | 5  | 5  | 5  | 5  |
| América de Quito        | 10 | 6  | 6  | 8  | 8  | 8  | 7  | 7  | 7  | 8  | 7  | 7  | 7  | 7  | 7  | 6  | 6  | 5  | 6  | 6  | 6  | 6  |
| Espe                    | 7  | 8  | 8  | 7  | 5  | 6  | 5  | 6  | 6  | 6  | 6  | 6  | 6  | 6  | 6  | 7  | 7  | 7  | 7  | 7  | 7  | 7  |
| Deportivo Santo Domingo | 2  | 5  | 4  | 5  | 7  | 7  | 8  | 8  | 8  | 7  | 8  | 8  | 8  | 8  | 8  | 8  | 8  | 8  | 8  | 8  | 8  | 8  |
| Espuce                  | 9  | 10 | 11 | 10 | 9  | 10 | 10 | 10 | 10 | 10 | 10 | 9  | 10 | 9  | 9  | 9  | 9  | 9  | 9  | 9  | 9  | 9  |
| Universidad Católica    | 8  | 9  | 9  | 9  | 10 | 9  | 9  | 9  | 9  | 9  | 9  | 10 | 9  | 10 | 10 | 10 | 10 | 10 | 10 | 10 | 10 | 10 |
| Aucas                   | 11 | 11 | 10 | 11 | 11 | 11 | 11 | 11 | 11 | 11 | 11 | 11 | 11 | 11 | 11 | 11 | 11 | 11 | 11 | 11 | 11 | 11 |

#### Resultados
| El Nacional | 3 - 0 | América de Quito        | Complejo El Sauce            | 27 de abril | 14:00 | No tiene      |
| Aucas       | 0 - 7 | Independiente del Valle | Complejo Deportivo del Aucas | 27 de abril | 15:30 | No tiene      |
| Espuce      | 1 - 4 | Deportivo Santo Domingo | Casa de la Selección         | 27 de abril | 16:00 | No tiene      |
| Quito       | 0 - 0 | Liga de Quito           | Olímpico de Ibarra           | 28 de abril | 12:00 | Plur Deportes |
| Ñañas       | 1 - 0 | Universidad Católica    | Casa de la Selección         | 28 de abril | 15:30 | No tiene      |
| Libre:      | Espe  | Espe                    | Espe                         | Espe        | Espe  | Espe          |

| Independiente del Valle | 8 - 0         | Espuce        | Complejo IDV         | 3 de mayo     | 12:00         | IDVTV         |
| América de Quito        | 4 - 0         | Aucas         | Casa de la Selección | 3 de mayo     | 16:00         | No tiene      |
| Espe                    | 1 - 3         | Ñañas         | Casa de la Selección | 4 de mayo     | 11:00         | No tiene      |
| Universidad Católica    | 0 - 1         | Quito         | La Armenia           | 4 de mayo     | 12:00         | No tiene      |
| Deportivo Santo Domingo | 1 - 3         | El Nacional   | Etho Vega            | 5 de mayo     | 11:30         | IK9TV         |
| Libre:                  | Liga de Quito | Liga de Quito | Liga de Quito        | Liga de Quito | Liga de Quito | Liga de Quito |

| Ñañas  | 1 - 0                | América de Quito        | Casa de la Selección         | 11 de mayo           | 11:00                | No tiene             |
| Espe   | 1 - 1                | Liga de Quito           | Casa de la Selección         | 11 de mayo           | 14:00                | AlbasTV              |
| Aucas  | 0 - 3                | Deportivo Santo Domingo | Complejo Deportivo del Aucas | 11 de mayo           | 15:30                | No tiene             |
| Quito  | 0 - 2                | Independiente del Valle | Olímpico de Ibarra           | 12 de mayo           | 12:00                | Plur Deportes        |
| Espuce | 0 - 6                | El Nacional             | Casa de la Selección         | 12 de mayo           | 16:00                | No tiene             |
| Libre: | Universidad Católica | Universidad Católica    | Universidad Católica         | Universidad Católica | Universidad Católica | Universidad Católica |

| Independiente del Valle | 2 - 0            | Ñañas            | Complejo IDV        | 15 de mayo       | 12:30            | IDVTV            |
| Deportivo Santo Domingo | 1 - 3            | Quito            | Obando y Pacheco    | 15 de mayo       | 13:00            | IK9TV            |
| Universidad Católica    | 0 - 1            | Espe             | La Armenia          | 15 de mayo       | 15:00            | No tiene         |
| Liga de Quito           | 5 - 1            | Espuce           | Rodrigo Paz Delgado | 15 de mayo       | 16:00            | AlbasTV          |
| El Nacional             | 12 - 0           | Aucas            | Complejo El Sauce   | 15 de mayo       | 19:00            | No tiene         |
| Libre:                  | América de Quito | América de Quito | América de Quito    | América de Quito | América de Quito | América de Quito |

| Ñañas         | 6 - 2                   | Deportivo Santo Domingo | Casa de la Selección         | 18 de mayo              | 11:00                   | No tiene                |
| Liga de Quito | 2 - 1                   | Universidad Católica    | Rodrigo Paz Delgado          | 18 de mayo              | 15:15                   | AlbasTV                 |
| Aucas         | 1 - 2                   | Espuce                  | Complejo Deportivo del Aucas | 18 de mayo              | 15:30                   | No tiene                |
| Espe          | 3 - 2                   | América de Quito        | Casa de la Selección         | 19 de mayo              | 09:00                   | No tiene                |
| Quito         | 0 - 4                   | El Nacional             | Olímpico de Ibarra           | 19 de mayo              | 12:00                   | Plur Deportes           |
| Libre:        | Independiente del Valle | Independiente del Valle | Independiente del Valle      | Independiente del Valle | Independiente del Valle | Independiente del Valle |

| América de Quito        | 3 - 3                   | Liga de Quito           | Casa de la Selección    | 24 de mayo              | 09:00                   | AlbasTV                 |
| El Nacional             | 1 - 1                   | Ñañas                   | Complejo El Sauce       | 24 de mayo              | 11:00                   | No tiene                |
| Independiente del Valle | 3 - 0                   | Espe                    | Complejo IDV            | 24 de mayo              | 11:30                   | IDVTV                   |
| Universidad Católica    | 2 - 0                   | Aucas                   | La Armenia              | 24 de mayo              | 15:30                   | No tiene                |
| Espuce                  | 2 - 3                   | Quito                   | Casa de la Selección    | 25 de mayo              | 16:00                   | DM Plataforma           |
| Libre:                  | Deportivo Santo Domingo | Deportivo Santo Domingo | Deportivo Santo Domingo | Deportivo Santo Domingo | Deportivo Santo Domingo | Deportivo Santo Domingo |

| Universidad Católica | 0 - 5       | América de Quito        | La Armenia           | 31 de mayo  | 15:30       | No tiene      |
| Liga de Quito        | 1 - 2       | Independiente del Valle | Rodrigo Paz Delgado  | 1 de junio  | 14:00       | AlbasTV       |
| Espe                 | 2 - 1       | Deportivo Santo Domingo | Casa de la Selección | 2 de junio  | 10:00       | No tiene      |
| Quito                | 7 - 2       | Aucas                   | Olímpico de Ibarra   | 2 de junio  | 12:00       | Plur Deportes |
| Ñañas                | 8 - 0       | Espuce                  | Casa de la Selección | 2 de junio  | 15:30       | No tiene      |
| Libre:               | El Nacional | El Nacional             | El Nacional          | El Nacional | El Nacional | El Nacional   |

| Independiente del Valle | 2 - 0  | Universidad Católica | Complejo IDV                 | 7 de junio | 15:00  | IDVTV    |
| El Nacional             | 3 - 0  | Espe                 | Complejo El Sauce            | 8 de junio | 14:00  | No tiene |
| América de Quito        | 0 - 2  | Quito                | Casa de la Selección         | 8 de junio | 15:00  | No tiene |
| Aucas                   | 0 - 3  | Ñañas                | Complejo Deportivo del Aucas | 8 de junio | 15:30  | No tiene |
| Deportivo Santo Domingo | 0 - 1  | Liga de Quito        | Etho Vega                    | 9 de junio | 15:00  | IK9TV    |
| Libre:                  | Espuce | Espuce               | Espuce                       | Espuce     | Espuce | Espuce   |

| América de Quito     | 1 - 3 | Independiente del Valle | Casa de la Selección | 12 de junio | 15:00 | No tiene |
| Universidad Católica | 2 - 2 | Deportivo Santo Domingo | La Armenia           | 12 de junio | 15:30 | No tiene |
| Liga de Quito        | 0 - 3 | El Nacional             | Rodrigo Paz Delgado  | 12 de junio | 15:30 | AlbasTV  |
| Ñañas                | 1 - 0 | Quito                   | Santa Inés           | 12 de junio | 16:00 | No tiene |
| Espe                 | 2 - 2 | Espuce                  | Casa de la Selección | 12 de junio | 17:00 | No tiene |
| Libre:               | Aucas | Aucas                   | Aucas                | Aucas       | Aucas | Aucas    |

| Aucas                   | 0 - 3 | Liga de Quito           | Complejo Deportivo del Aucas | 15 de junio | 15:30 | AlbasTV       |
| Quito                   | 2 - 1 | Espe                    | Olímpico de Ibarra           | 15 de junio | 16:00 | Plur Deportes |
| Deportivo Santo Domingo | 5 - 2 | América de Quito        | Obando y Pacheco             | 16 de junio | 13:00 | IK9TV         |
| El Nacional             | 1 - 2 | Independiente del Valle | Complejo El Sauce            | 16 de junio | 14:00 | No tiene      |
| Espuce                  | 0 - 0 | Universidad Católica    | Casa de la Selección         | 16 de junio | 16:00 | No tiene      |
| Libre:                  | Ñañas | Ñañas                   | Ñañas                        | Ñañas       | Ñañas | Ñañas         |

| Independiente del Valle | 3 - 2 | Deportivo Santo Domingo | Complejo IDV         | 21 de junio | 11:30 | IDVTV    |
| Liga de Quito           | 0 - 3 | Ñañas                   | Rodrigo Paz Delgado  | 22 de junio | 10:00 | AlbasTV  |
| Universidad Católica    | 1 - 4 | El Nacional             | La Armenia           | 22 de junio | 15:15 | No tiene |
| América de Quito        | 2 - 0 | Espuce                  | Casa de la Selección | 23 de junio | 11:00 | No tiene |
| Espe                    | 3 - 0 | Aucas                   | Casa de la Selección | 23 de junio | 14:00 | No tiene |
| Libre:                  | Quito | Quito                   | Quito                | Quito       | Quito | Quito    |

| Aucas                   | 0 - 1 | Espe                    | Complejo Deportivo del Aucas | 29 de junio | 15:00 | No tiene    |
| El Nacional             | 3 - 0 | Universidad Católica    | Complejo El Sauce            | 29 de junio | 15:00 | No tiene    |
| Espuce                  | 1 - 0 | América de Quito        | Casa de la Selección         | 29 de junio | 16:00 | No tiene    |
| Deportivo Santo Domingo | 0 - 1 | Independiente del Valle | Obando y Pacheco             | 30 de junio | 13:30 | IK9TV       |
| Ñañas                   | 0 - 1 | Liga de Quito           | Casa de la Selección         | 30 de junio | 15:30 | 100% Sports |
| Libre:                  | Quito | Quito                   | Quito                        | Quito       | Quito | Quito       |

| Independiente del Valle | 1 - 1 | El Nacional             | Complejo IDV         | 5 de julio | 12:00 | IDVTV    |
| Universidad Católica    | 1 - 0 | Espuce                  | La Armenia           | 6 de julio | 12:00 | No tiene |
| Liga de Quito           | 0 - 0 | Aucas                   | Complejo de Liga     | 6 de julio | 15:30 | AlbasTV  |
| América de Quito        | 6 - 1 | Deportivo Santo Domingo | Casa de la Selección | 7 de julio | 11:00 | No tiene |
| Espe                    | 0 - 3 | Quito                   | Casa de la Selección | 7 de julio | 15:00 | No tiene |
| Libre:                  | Ñañas | Ñañas                   | Ñañas                | Ñañas      | Ñañas | Ñañas    |

| Independiente del Valle | 4 - 0 | América de Quito     | Complejo IDV         | 12 de julio | 12:00 | IDVTV         |
| Deportivo Santo Domingo | 1 - 0 | Universidad Católica | Obando y Pacheco     | 13 de julio | 13:00 | IK9TV         |
| Quito                   | 0 - 3 | Ñañas                | Francisco Espinoza   | 13 de julio | 16:00 | Plur Deportes |
| Espuce                  | 2 - 2 | Espe                 | Casa de la Selección | 13 de julio | 16:00 | No tiene      |
| El Nacional             | 1 - 0 | Liga de Quito        | Complejo El Sauce    | 13 de julio | 16:00 | No tiene      |
| Libre:                  | Aucas | Aucas                | Aucas                | Aucas       | Aucas | Aucas         |

| Liga de Quito        | 9 - 0  | Deportivo Santo Domingo | Complejo de Liga                     | 17 de julio | 15:30  | No tiene |
| Universidad Católica | 1 - 2  | Independiente del Valle | La Armenia                           | 17 de julio | 15:45  | No tiene |
| Quito                | 0 - 1  | América de Quito        | Francisco Espinoza                   | 17 de julio | 16:00  | No tiene |
| Espe                 | 0 - 2  | El Nacional             | Universitario de las Fuerzas Armadas | 17 de julio | 16:00  | No tiene |
| Ñañas                | 2 - 0  | Aucas                   | Santa Inés                           | 17 de julio | 16:00  | No tiene |
| Libre:               | Espuce | Espuce                  | Espuce                               | Espuce      | Espuce | Espuce   |

| América de Quito        | 1 - 0       | Universidad Católica | Casa de la Selección         | 20 de julio | 10:00       | No tiene    |
| Deportivo Santo Domingo | 1 - 0       | Espe                 | Obando y Pacheco             | 20 de julio | 13:00       | IK9TV       |
| Aucas                   | 1 - 0       | Quito                | Complejo Deportivo del Aucas | 20 de julio | 15:30       | No tiene    |
| Espuce                  | 1 - 7       | Ñañas                | Casa de la Selección         | 20 de julio | 16:00       | No tiene    |
| Independiente del Valle | 1 - 1       | Liga de Quito        | Complejo IDV                 | 21 de julio | 11:00       | No tiene    |
| Libre:                  | El Nacional | El Nacional          | El Nacional                  | El Nacional | El Nacional | El Nacional |

| Liga de Quito | 3 - 0                   | América de Quito        | Complejo de Liga                     | 27 de julio             | 15:30                   | No tiene                |
| Quito         | 0 - 2                   | Espuce                  | Francisco Espinoza                   | 27 de julio             | 16:00                   | Plur Deportes           |
| Aucas         | 0 - 1                   | Universidad Católica    | Gonzalo Pozo Ripalda                 | 28 de julio             | 10:00                   | No tiene                |
| Ñañas         | 0 - 0                   | El Nacional             | Casa de la Selección                 | 28 de julio             | 11:00                   | No tiene                |
| Espe          | 0 - 5                   | Independiente del Valle | Universitario de las Fuerzas Armadas | 28 de julio             | 16:00                   | No tiene                |
| Libre:        | Deportivo Santo Domingo | Deportivo Santo Domingo | Deportivo Santo Domingo              | Deportivo Santo Domingo | Deportivo Santo Domingo | Deportivo Santo Domingo |

| Deportivo Santo Domingo | 0 - 3                   | Ñañas                   | Obando y Pacheco        | 2 de agosto             | 11:00                   | No tiene                |
| Universidad Católica    | 1 - 5                   | Liga de Quito           | La Armenia              | 2 de agosto             | 15:30                   | No tiene                |
| El Nacional             | 7 - 2                   | Quito                   | Complejo El Sauce       | 3 de agosto             | 09:00                   | No tiene                |
| América de Quito        | 2 - 1                   | Espe                    | Casa de la Selección    | 3 de agosto             | 12:00                   | No tiene                |
| Espuce                  | 0 - 2                   | Aucas                   | Casa de la Selección    | 3 de agosto             | 16:00                   | No tiene                |
| Libre:                  | Independiente del Valle | Independiente del Valle | Independiente del Valle | Independiente del Valle | Independiente del Valle | Independiente del Valle |

| Ñañas  | 1 - 3            | Independiente del Valle | Casa de la Selección                 | 9 de agosto      | 11:00            | No tiene         |
| Espe   | 1 - 0            | Universidad Católica    | Universitario de las Fuerzas Armadas | 9 de agosto      | 12:00            | No tiene         |
| Espuce | 1 - 5            | Liga de Quito           | Casa de la Selección                 | 9 de agosto      | 17:00            | No tiene         |
| Aucas  | 0 - 3            | El Nacional             | Complejo Deportivo del Aucas         | 10 de agosto     | 15:30            | No tiene         |
| Quito  | 2 - 0            | Deportivo Santo Domingo | Francisco Espinoza                   | 10 de agosto     | 16:00            | No tiene         |
| Libre: | América de Quito | América de Quito        | América de Quito                     | América de Quito | América de Quito | América de Quito |

| Liga de Quito           | 2 - 1                | Espe                 | Complejo de Liga     | 16 de agosto         | 11:00                | No tiene             |
| Independiente del Valle | 7 - 0                | Quito                | Complejo IDV         | 16 de agosto         | 12:00                | IDVTV                |
| América de Quito        | 0 - 2                | Ñañas                | Xavier Fernández     | 16 de agosto         | 15:00                | No tiene             |
| Deportivo Santo Domingo | 3 - 0                | Aucas                | Obando y Pacheco     | 16 de agosto         | 15:00                | No tiene             |
| El Nacional             | 2 - 0                | Espuce               | Complejo El Sauce    | 18 de agosto         | 10:00                | No tiene             |
| Libre:                  | Universidad Católica | Universidad Católica | Universidad Católica | Universidad Católica | Universidad Católica | Universidad Católica |

| Aucas       | 1 - 1         | América de Quito        | Complejo Deportivo del Aucas | 21 de agosto  | 16:00         | No tiene      |
| Quito       | 2 - 1         | Universidad Católica    | San Miguel                   | 21 de agosto  | 16:00         | No tiene      |
| El Nacional | 5 - 1         | Deportivo Santo Domingo | Complejo El Sauce            | 21 de agosto  | 16:00         | No tiene      |
| Ñañas       | 4 - 1         | Espe                    | Casa de la Selección         | 21 de agosto  | 16:00         | No tiene      |
| Espuce      | 0 - 6         | Independiente del Valle | Casa de la Selección         | 21 de agosto  | 19:30         | No tiene      |
| Libre:      | Liga de Quito | Liga de Quito           | Liga de Quito                | Liga de Quito | Liga de Quito | Liga de Quito |

| América de Quito        | 0 - 2 | El Nacional | Xavier Fernández | 24 de agosto | 10:00 | No tiene |
| Deportivo Santo Domingo | 0 - 0 | Espuce      | Obando y Pacheco | 24 de agosto | 11:00 | No tiene |
| Liga de Quito           | 1 - 0 | Quito       | Complejo de Liga | 24 de agosto | 15:30 | No tiene |
| Universidad Católica    | 2 - 2 | Ñañas       | La Armenia       | 25 de agosto | 10:00 | No tiene |
| Independiente del Valle | 5 - 0 | Aucas       | Complejo IDV     | 25 de agosto | 10:00 | IDVTV    |
| Libre:                  | Espe  | Espe        | Espe             | Espe         | Espe  | Espe     |

### Clasificación general
| Pos. | Equipo                  | Pts. | PJ | G  | E | P  | GF | GC  | Dif. |  |
| ---- | ----------------------- | ---- | -- | -- | - | -- | -- | --- | ---- |  |
| 1    | Independiente del Valle | 56   | 20 | 18 | 2 | 0  | 69 | 9   | +60  |  |
| 2    | Deportivo Cuenca        | 52   | 20 | 17 | 1 | 2  | 93 | 11  | +82  |  |
| 3    | El Nacional             | 51   | 20 | 16 | 3 | 1  | 66 | 9   | +57  |  |
| 4    | Carneras                | 49   | 20 | 16 | 1 | 3  | 52 | 15  | +37  |  |
| 5    | Barcelona               | 48   | 20 | 14 | 6 | 0  | 57 | 11  | +46  |  |
| 6    | Ñañas                   | 45   | 20 | 14 | 3 | 3  | 51 | 14  | +37  |  |
| 7    | Liga de Quito           | 38   | 20 | 11 | 5 | 4  | 43 | 19  | +24  |  |
| 8    | Emelec                  | 33   | 20 | 10 | 3 | 7  | 65 | 20  | +45  |  |
| 9    | Quito                   | 28   | 20 | 9  | 1 | 10 | 27 | 36  | −9   |  |
| 10   | Técnico Universitario   | 28   | 20 | 8  | 4 | 8  | 28 | 43  | −15  |  |
| 11   | Olmedo                  | 25   | 20 | 7  | 4 | 9  | 27 | 40  | −13  |  |
| 12   | América de Quito        | 23   | 20 | 7  | 2 | 11 | 30 | 35  | −5   |  |
| 13   | Espe                    | 21   | 20 | 6  | 3 | 11 | 21 | 38  | −17  |  |
| 14   | Deportivo Santo Domingo | 20   | 20 | 6  | 2 | 12 | 28 | 49  | −21  |  |
| 15   | Macará                  | 18   | 20 | 4  | 6 | 10 | 18 | 30  | −12  |  |
| 16   | Guayaquil City          | 18   | 20 | 4  | 6 | 10 | 16 | 29  | −13  |  |
| 17   | Espuce                  | 13   | 20 | 3  | 4 | 13 | 15 | 64  | −49  |  |
| 18   | Fuerza Amarilla         | 13   | 20 | 4  | 1 | 15 | 18 | 128 | −110 |  |
| 19   | Delfín                  | 12   | 20 | 3  | 3 | 14 | 28 | 44  | −16  |  |
| 20   | Universidad Católica    | 12   | 20 | 3  | 3 | 14 | 13 | 35  | −22  |  |
| 21   | Mushuc Runa             | 12   | 20 | 4  | 3 | 13 | 24 | 55  | −31  |  |
| 22   | Aucas                   | 8    | 20 | 2  | 2 | 16 | 7  | 62  | −55  |  |

 Fuente: FEF
Notas:
1. ↑  Mushuc Runa fue sancionado con la pérdida de 3 puntos por no tener en cancha 2 jugadoras Sub-19, como lo indica el reglamento, en el partido contra Olmedo de la fecha 15[6]

|  | Descendidos a la Serie A Amateur 2021-E1. |

#### Evolución de la clasificación
| Equipo                  | 01 | 02 | 03 | 04 | 05 | 06 | 07 | 08 | 09 | 10 | 11 | 12 | 13 | 14 | 15 | 16 | 17 | 18 | 19 | 20 | 21 | 22 |
| ----------------------- | -- | -- | -- | -- | -- | -- | -- | -- | -- | -- | -- | -- | -- | -- | -- | -- | -- | -- | -- | -- | -- | -- |
| Independiente del Valle | 2  | 1  | 1  | 2  | 4  | 4  | 2  | 1  | 2  | 2  | 1  | 1  | 1  | 1  | 1  | 1  | 1  | 1  | 1  | 1  | 1  | 1  |
| Deportivo Cuenca        | 1  | 2  | 3  | 3  | 2  | 1  | 1  | 2  | 1  | 1  | 2  | 4  | 2  | 2  | 3  | 2  | 4  | 3  | 3  | 2  | 2  | 2  |
| El Nacional             | 5  | 5  | 2  | 1  | 1  | 2  | 4  | 4  | 4  | 4  | 4  | 3  | 3  | 3  | 2  | 5  | 5  | 5  | 5  | 4  | 4  | 3  |
| Carneras                | 16 | 11 | 8  | 9  | 7  | 9  | 8  | 7  | 6  | 6  | 6  | 5  | 5  | 5  | 4  | 3  | 2  | 2  | 4  | 3  | 3  | 4  |
| Barcelona               | 7  | 3  | 6  | 4  | 3  | 3  | 3  | 3  | 3  | 3  | 3  | 2  | 4  | 4  | 5  | 4  | 3  | 4  | 2  | 5  | 5  | 5  |
| Ñañas                   | 8  | 6  | 5  | 5  | 5  | 5  | 5  | 5  | 5  | 5  | 5  | 6  | 7  | 6  | 6  | 6  | 6  | 6  | 6  | 6  | 6  | 6  |
| Liga de Quito           | 11 | 13 | 13 | 11 | 8  | 10 | 12 | 10 | 10 | 10 | 10 | 9  | 10 | 10 | 8  | 8  | 8  | 8  | 7  | 7  | 7  | 7  |
| Emelec                  | 13 | 17 | 11 | 8  | 9  | 6  | 9  | 8  | 9  | 9  | 7  | 7  | 6  | 7  | 7  | 7  | 7  | 7  | 8  | 8  | 8  | 8  |
| Quito                   | 12 | 7  | 10 | 7  | 11 | 7  | 6  | 6  | 7  | 7  | 8  | 8  | 8  | 8  | 9  | 9  | 9  | 10 | 9  | 9  | 9  | 9  |
| Técnico Universitario   | 6  | 4  | 4  | 6  | 6  | 8  | 7  | 9  | 8  | 8  | 9  | 11 | 9  | 9  | 10 | 10 | 10 | 11 | 11 | 10 | 10 | 10 |
| Olmedo                  | 15 | 14 | 15 | 18 | 20 | 17 | 17 | 14 | 15 | 16 | 14 | 15 | 13 | 13 | 13 | 13 | 11 | 12 | 12 | 12 | 12 | 11 |
| América de Quito        | 19 | 9  | 12 | 16 | 16 | 14 | 13 | 13 | 13 | 15 | 12 | 13 | 12 | 12 | 12 | 11 | 12 | 9  | 10 | 11 | 11 | 12 |
| Espe                    | 14 | 18 | 14 | 12 | 10 | 11 | 10 | 11 | 11 | 11 | 11 | 10 | 11 | 11 | 11 | 12 | 13 | 13 | 13 | 13 | 13 | 13 |
| Deportivo Santo Domingo | 3  | 8  | 7  | 10 | 12 | 13 | 14 | 15 | 14 | 12 | 13 | 14 | 15 | 14 | 14 | 14 | 14 | 14 | 16 | 14 | 14 | 14 |
| Macará                  | 20 | 15 | 17 | 17 | 19 | 21 | 21 | 18 | 21 | 21 | 17 | 19 | 20 | 20 | 16 | 17 | 15 | 16 | 15 | 16 | 15 | 15 |
| Guayaquil City          | 4  | 10 | 9  | 14 | 13 | 15 | 15 | 17 | 18 | 17 | 18 | 17 | 17 | 17 | 17 | 18 | 16 | 15 | 14 | 15 | 16 | 16 |
| Espuce                  | 18 | 21 | 21 | 20 | 17 | 20 | 20 | 20 | 20 | 20 | 21 | 18 | 19 | 18 | 18 | 19 | 18 | 18 | 18 | 18 | 19 | 17 |
| Fuerza Amarilla         | 22 | 20 | 22 | 21 | 18 | 19 | 19 | 21 | 16 | 14 | 16 | 12 | 14 | 15 | 15 | 15 | 17 | 17 | 17 | 17 | 17 | 18 |
| Delfín                  | 9  | 12 | 16 | 13 | 14 | 16 | 16 | 16 | 17 | 19 | 20 | 21 | 21 | 21 | 21 | 21 | 21 | 21 | 21 | 21 | 21 | 19 |
| Universidad Católica    | 17 | 19 | 19 | 19 | 21 | 18 | 18 | 19 | 19 | 18 | 19 | 20 | 18 | 19 | 19 | 20 | 19 | 19 | 19 | 9  | 20 | 20 |
| Mushuc Runa             | 10 | 16 | 18 | 15 | 15 | 12 | 11 | 12 | 12 | 13 | 15 | 16 | 16 | 16 | 20 | 16 | 20 | 20 | 20 | 20 | 18 | 21 |
| Aucas                   | 21 | 22 | 20 | 22 | 22 | 22 | 22 | 22 | 22 | 22 | 22 | 22 | 22 | 22 | 22 | 22 | 22 | 22 | 22 | 22 | 22 | 22 |

## Segunda etapa
|  | Cuartos de final                | Cuartos de final                | Cuartos de final                | Cuartos de final                |   |                         | Semifinales             | Semifinales           | Semifinales           | Semifinales           |  |                  | Final                 | Final                 | Final                 | Final                 |  |
|  | 30 de agosto al 4 de septiembre | 30 de agosto al 4 de septiembre | 30 de agosto al 4 de septiembre | 30 de agosto al 4 de septiembre |   |                         | 6 al 12 de septiembre   | 6 al 12 de septiembre | 6 al 12 de septiembre | 6 al 12 de septiembre |  |                  | 21 y 28 de septiembre | 21 y 28 de septiembre | 21 y 28 de septiembre | 21 y 28 de septiembre |  |
|  |                                 |                                 |                                 |                                 |   |                         |                         |                       |                       |                       |  |                  |                       |                       |                       |                       |  |
|  |                                 |                                 |                                 |                                 |   |                         |                         |                       |                       |                       |  |                  |                       |                       |                       |                       |  |
|  | Deportivo Cuenca                | Deportivo Cuenca                | 3                               | 2                               |   |                         |                         |                       |                       |                       |  |                  |                       |                       |                       |                       |  |
|  | Deportivo Cuenca                | Deportivo Cuenca                | 3                               | 2                               |   |                         |                         |                       |                       |                       |  |                  |                       |                       |                       |                       |  |
|  | Liga de Quito                   | Liga de Quito                   | 0                               | 1                               |   |                         |                         |                       |                       |                       |  |                  |                       |                       |                       |                       |  |
|  | Liga de Quito                   | Liga de Quito                   | 0                               | 1                               |   | Deportivo Cuenca        | Deportivo Cuenca        | 3                     | 2                     |                       |  |                  |                       |                       |                       |                       |  |
|  |                                 |                                 |                                 |                                 |   | Deportivo Cuenca        | Deportivo Cuenca        | 3                     | 2                     |                       |  |                  |                       |                       |                       |                       |  |
|  |                                 |                                 | Barcelona                       | Barcelona                       | 0 | 0                       |                         |                       |                       |                       |  |                  |                       |                       |                       |                       |  |
|  | El Nacional                     | El Nacional                     | Barcelona                       | Barcelona                       | 0 | 0                       | 2                       | 1                     |                       |                       |  |                  |                       |                       |                       |                       |  |
|  | El Nacional                     | El Nacional                     |                                 |                                 |   |                         |                         |                       |                       |                       |  |                  |                       |                       |                       |                       |  |
|  | Barcelona                       | Barcelona                       | 2                               | 2                               |   |                         |                         |                       |                       |                       |  |                  |                       |                       |                       |                       |  |
|  | Barcelona                       | Barcelona                       | 2                               | 2                               |   |                         |                         |                       |                       |                       |  | Deportivo Cuenca | Deportivo Cuenca      | 2                     | 2                     |                       |  |
|  |                                 |                                 |                                 |                                 |   |                         |                         |                       |                       |                       |  | Deportivo Cuenca | Deportivo Cuenca      | 2                     | 2                     |                       |  |
|  |                                 |                                 | Ñañas                           | Ñañas                           | 1 | 0                       |                         |                       |                       |                       |  |                  |                       |                       |                       |                       |  |
|  | Independiente del Valle         | Independiente del Valle         | Ñañas                           | Ñañas                           | 1 | 0                       | 2                       | 1                     |                       |                       |  |                  |                       |                       |                       |                       |  |
|  | Independiente del Valle         | Independiente del Valle         |                                 |                                 |   |                         |                         |                       |                       |                       |  |                  |                       |                       |                       |                       |  |
|  | Emelec                          | Emelec                          | 0                               | 0                               |   |                         |                         |                       |                       |                       |  |                  |                       |                       |                       |                       |  |
|  | Emelec                          | Emelec                          | 0                               | 0                               |   | Independiente del Valle | Independiente del Valle | 0                     | 0                     |                       |  |                  |                       |                       |                       |                       |  |
|  |                                 |                                 |                                 |                                 |   | Independiente del Valle | Independiente del Valle | 0                     | 0                     |                       |  |                  |                       |                       |                       |                       |  |
|  |                                 |                                 | Ñañas                           | Ñañas                           | 0 | 2                       |                         |                       |                       |                       |  |                  |                       |                       |                       |                       |  |
|  | Carneras                        | Carneras                        | Ñañas                           | Ñañas                           | 0 | 2                       | 0                       | 1                     |                       |                       |  |                  |                       |                       |                       |                       |  |
|  | Carneras                        | Carneras                        |                                 |                                 |   |                         |                         |                       |                       |                       |  |                  |                       |                       |                       |                       |  |
|  | Ñañas                           | Ñañas                           | 1                               | 2                               |   |                         |                         |                       |                       |                       |  |                  |                       |                       |                       |                       |  |
|  | Ñañas                           | Ñañas                           | 1                               | 2                               |   |                         |                         |                       |                       |                       |  |                  |                       |                       |                       |                       |  |
|  |                                 |                                 |                                 |                                 |   |                         |                         |                       |                       |                       |  |                  |                       |                       |                       |                       |  |

### Cuartos de final
| 31 de agosto de 2019, 10:00 AlbasTV | Liga de Quito | 0:3 (0:2) | Deportivo Cuenca           | Complejo de Liga, Quito         |                                 |
|                                     |               | Reporte   | Jhonson 2' 8' · Gracia 77' | Árbitro(s): Katalina Villacorte | Árbitro(s): Katalina Villacorte |

| 4 de septiembre de 2019, 19:00 DirecTV Sports, Ecuador TV | Deportivo Cuenca | 2:1 (1:0) | Liga de Quito | Estadio Alejandro Serrano Aguilar, Cuenca |                          |
|                                                           | Gracia 11' 49'   | Reporte   | Jácome 67'    | Árbitro(s): Jenny Ortega                  | Árbitro(s): Jenny Ortega |

| 31 de agosto de 2019, 16:00 DirecTV Sports, Ecuador TV | Barcelona           | 2:2 (2:2) | El Nacional       | Estadio Monumental, Guayaquil                             |                                                           |
|                                                        | Ruiz 5' · Véliz 39' | Reporte   | Bolaños 14' 45+2' | Asistencia: 1000 espectadores Árbitro(s): Patricia Robles | Asistencia: 1000 espectadores Árbitro(s): Patricia Robles |

| 4 de septiembre de 2019, 12:00 QF Producciones | El Nacional | 1:2 (1:1) | Barcelona              | Complejo El Sauce, Quito                               |                                                        |
|                                                | Bolaños 11' | Reporte   | Ruiz 24' · Salazar 86' | Asistencia: 300 espectadores Árbitro(s): María Cornejo | Asistencia: 300 espectadores Árbitro(s): María Cornejo |

| 1 de septiembre de 2019, 13:00 CSETV | Emelec | 0:2 (0:1) | Independiente del Valle | Estadio George Capwell, Guayaquil |                           |
|                                      |        | Reporte   | Flores 44' 86'          | Árbitro(s): María Cornejo         | Árbitro(s): María Cornejo |

| 4 de septiembre de 2019, 11:30 IDVTV | Independiente del Valle | 1:0 (0:0) | Emelec | Complejo IDV, Sangolquí     |                             |
|                                      | Olvera 90+1'            | Reporte   |        | Árbitro(s): Alba Salarriaga | Árbitro(s): Alba Salarriaga |

| 1 de septiembre de 2019, 11:00 | Ñañas       | 1:0 (0:0) | Carneras | Casa de la Selección, Quito |                          |
|                                | Sánchez 78' | Reporte   |          | Árbitro(s): María Lupera    | Árbitro(s): María Lupera |

| 4 de septiembre de 2019, 20:00 ComunicaTV | Carneras   | 1:2 (1:1) | Ñañas         | Estadio Valeriano Gavinelli, Cuenca |                            |
|                                           | Cabeza 12' | Reporte   | Corozo 6' 50' | Árbitro(s): Susana Corella          | Árbitro(s): Susana Corella |

### Semifinales
| 8 de septiembre de 2019, 16:00 DirecTV Sports, Ecuador TV | Barcelona | 0:3 (0:2) | Deportivo Cuenca | Estadio Monumental, Guayaquil                             |                                                           |
|                                                           |           | Reporte   | Riera 8' 31' 65' | Asistencia: 2000 espectadores Árbitro(s): Alba Salarriaga | Asistencia: 2000 espectadores Árbitro(s): Alba Salarriaga |

| 12 de septiembre de 2019, 19:00 DirecTV Sports, Ecuador TV | Deportivo Cuenca         | 2:0 (0:0) | Barcelona | Estadio Alejandro Serrano Aguilar, Cuenca              |                                                        |
|                                                            | Gracia 53' · Riera 90+2' | Reporte   |           | Asistencia: 5000 espectadores Árbitro(s): María Zamora | Asistencia: 5000 espectadores Árbitro(s): María Zamora |

| 7 de septiembre de 2019, 15:30 DirecTV Sports, Ecuador TV | Ñañas | 0:0     | Independiente del Valle | Casa de la Selección, Quito |                          |
|                                                           |       | Reporte |                         | Árbitro(s): María Lupera    | Árbitro(s): María Lupera |

| 12 de septiembre de 2019, 15:00 DirecTV Sports, Ecuador TV | Independiente del Valle | 0:2 (0:0) | Ñañas            | Complejo IDV, Sangolquí   |                           |
|                                                            |                         | Reporte   | Zambrano 72' 80' | Árbitro(s): María Cornejo | Árbitro(s): María Cornejo |

### Final
| 21 de septiembre de 2019, 11:30 DirecTV Sports, Ecuador TV | Ñañas      | 1:2 (0:0) | Deportivo Cuenca          | Casa de la Selección, Quito |                           |
|                                                            | Houser 85' | Reporte   | Lattanzio 53' · Riera 80' | Árbitro(s): María Cornejo   | Árbitro(s): María Cornejo |

| 28 de septiembre de 2019, 19:00 DirecTV Sports, Ecuador TV | Deportivo Cuenca | 2:0 (0:0) | Ñañas | Estadio Alejandro Serrano Aguilar, Cuenca                  |                                                            |
|                                                            | Riera 78' 84'    | Reporte   |       | Asistencia: 16500 espectadores Árbitro(s): Alba Salarriaga | Asistencia: 16500 espectadores Árbitro(s): Alba Salarriaga |

- Deportivo Cuenca se coronó campeón tras vencer 4-1 a Ñañas en el marcador global.

|                                     |
| Deportivo Cuenca Campeón 1.° Título |

## Estadísticas

### Máximas goleadoras
| Pos. | Jugador           | Equipo                  |    |
| ---- | ----------------- | ----------------------- | -- |
| 1.   | Madelin Riera     | Deportivo Cuenca        | 44 |
| 2.   | Nayely Bolaños    | El Nacional             | 31 |
| 3.   | Geismar Cabeza    | Carneras                | 18 |
| 4.   | Karen Flores      | Independiente del Valle | 18 |
| 5.   | Yosneidy Zambrano | Ñañas                   | 17 |
| 6.   | Yilvi Conde       | Técnico Universitario   | 13 |
| 7.   | Carina Caicedo    | Ñañas                   | 12 |
| 8.   | Kerlly Corozo     | Ñañas                   | 12 |
| 9.   | Karen Peralta     | América de Quito        | 12 |
| 10.  | Joselyn Espinales | El Nacional             | 11 |